# マルトール
マルトール（Maltol）は天然に存在する有機化合物で、香料、食品添加物として用いられる。IUPAC名は3-ヒドロキシ-2-メチル-4H-ピラン-4-オン（3-hydroxy-2-methyl-4H-pyran-4-one）、CAS番号[118-71-8]。常温では白色結晶で、熱水や極性溶媒に溶ける。天然には松葉などに含まれ、また糖類を熱分解したとき（カラメル、パンや焼き菓子など）に生成し、これらの甘い香りの原因の一つである。マルトールという名も焦がした麦芽（英語: malt）に由来する。